# Suaeda salina
Suaeda salina là một loài thực vật thuộc họ Amaranthaceae. Đây là loài đặc hữu của Namibia. Môi trường sống tự nhiên của chúng là sa mạc lạnh.